# ニード・フォー・スピード (2015)
『ニード・フォー・スピード』 (Need for Speed、略称NFS2015) は、Ghost Gamesが開発し、エレクトロニック・アーツが販売するレースゲーム。米国では2015年11月3日に、日本では2015年11月12日、PC版は2016年3月17日に発売された。同年の6月23日にはEA BEST HITS版(PS4版)が発売された。

## 概要
今作はナンバリング、副題のないリブート作品であり、高級車の改造や警察とのチェイス要素を残しつつ、特に夜間でのストリートレース、JDMなどの昨今のカーカルチャーを全面に押し出しているなど「アンダーグラウンド」シリーズを彷彿とさせる内容となっている。開発は前作に引き続き、Ghost Gamesが担当している。舞台はアメリカ西海岸のベンチュラ・ベイという架空の街である。

## ゲームモード
キャリアモードではレースに勝って賞金を稼ぐ他にREP(名声)を集める事がストーリーとレースを進めるのに必要である。これはプレイヤーレベルにあたり、走るだけでも名声を得ることができる。「スピード」「スタイル」「ビルド」「アウトロー」「クルー」と分けられた５つのシナリオがあり、どれをどう進めるかはプレイヤーが選ぶことができる。REPのレベルを上げるほか、特定のストーリーを進めると使用できる車のパーツがアンロックされていく。

### イベント
全てのイベントで、同じサーバー上にいるプレイヤーを『招待』することができる。(フリーラン中などで応答可能なプレイヤーのところに通知が行く)また、『クルー』を組むことによってそのメンバーのみ招待することも可能。イベント開始地点に別のプレイヤーが存在する場合、そのプレイヤーもイベントに参加となるが、招待のかかったイベントは対象外。
サーキットバトル
決められたラップ数コースを周回する。
スプリントバトル
スタート地点からゴール地点まで走るレース。スタートとゴールがほぼ同じ地点という時もある。
タイムアタック
周回できるショートコースをライバルと時間いっぱいまで周回し続ける。一周ごとに最速記録が更新されていき、全レーサーの中での最短記録を保持すればクリア。
タイムトライアル
単独でコースを走行する。目標のタイムを破るとクリア。
ドリフトトライアル
コースに沿ってドリフト走行を繰り返し、得点を稼いでいく。道から極端に逸れると、得点が加算されなくなる。目標のスコアを破るとクリア。
ドリフトコンテスト
他車と同時出走しドリフトポイントを競う。制限時間内に決められたコースを周回し、一番スコアを稼ぐことが重要。アップデートにより、ライバルとの接触で得点が失効することはない。
峠攻め
峠道を使った、レースとドリフトを合体させたようなコンテスト。ドリフトの得点を獲得することが目的だが、順位を上げるほどドリフトスコアの倍率が上昇する。ゴール時の順位は問わないが、先頭がゴールした5秒後に、イベントが強制終了する。
連結ドリフト
コースに沿ってグループでドリフト走行を行い、制限時間内に目標のスコアを達成すればクリア。グループに近づくとスコアの倍率が上がり、グループから離れるとスコアが出ない。各レーサーがどの程度密集しているかでも倍率は変わる。
ジムカーナ
制限時間内に決められたコースで目標のドリフトスコアを達成し、ゴールする。路地や工事現場などの走行が困難な場所を経由しなければならないコースが多い。
ドラッグレース
アップデート「HOT RODS」にて追加されたイベント。主にほぼ直線のコースで行われるレース。指定されたスタートボックスの枠に入り、バーンアウトでタイヤの温度を調整。シフトは強制的にマニュアルになるため、スタート合図のシグナルにエンジンの回転数、いいタイミングでのシフトチェンジに気を配る必要がある。因みに全イベントの内、これだけは必ず1対1の勝負となり、オンラインでレースに招待した場合は、最初に参加したプレイヤーしか参戦できないようになっている。

### スポンテニアス・バトル
マップ上を走っているライバルとのバトル。3種類のバトルから選ぶことができ、最大4人での勝負が可能。ただしAIレーサーは、レーサーごとに挑戦できる内容がスプリント・アウトランのみと、ドリフトのみに分けられている。
スプリントバトル
チェックポイントが存在しないため、プレイヤーが道をある程度自由に決められるようになっている。
ドリフトコンテスト
一台がゴール地点に到着すると、その時点で終了となる。
アウトラン・バトル
ルートに従い、250m以上相手を引き離したら勝ち、引き離されると負け、ゴールに辿り着いたら引き分けとなるレース。3台以上の場合は、一番先頭にいる車の距離が基準となる。

### アクティビティー
各地に点在し、フリーローム中にいつでも挑戦できる。
スピードラン
短距離を素早く駆け抜けるチャレンジ。壁に接触するとその記録は無効となる。
ドリフトコーナー
一つのコーナーでドリフトを決める。壁への接触でスコアは無効となり、途中でドリフトが途切れるとその時点のスコアのみ記録される。

### スピードリスト
オンライン専用で、いわばレース専用モード。レース系のみの『スピード』、ドリフト系のみの『スタイル』、レース系3つ・ドリフト系2つの『ミックス』、およびこのいずれか3つにランダムで参加する『クイックプレイ』から成る。スピードリストと呼ばれる一つのリストには決められた5つのイベントが盛り込まれており、各イベントでポイントを稼ぎ、その合計点で1位を目指すのが目標。最大8人参加で、場合により途中参加といったこともある。5つめのイベントを終了することで、順位に応じたREPや賞金を得ることができ、活用できる。リストに登録されているイベントは固定だが、リスト自体はランダムに選出される。また、車の設定や乗り換えができるのは、スピードリストに参加する前のわずかな時間だけだが、イベント途中でリタイヤし、車を変更して次に臨むといったことも可能ではある。通常のオンラインサーバーに入るAll Drive同様、メニューからいつでも参加できる。

## 登場人物

### 主要人物
主人公
プレイヤーでありこのゲームで操作する人物。集会で出会ったスパイクからトラビスを紹介され、グループに入ってからはバーンウッドのガレージを拠点としている。ムービーでは彼の目線で進み、エンディングの集合写真でも狐のマスクを被るため顔は一切映らないが、運転時にうっすらと見ることはできる。
序盤車種はフォード・マスタングFoxbodyであるが、トラビスが用意した3台のマシン（ホンダ・シビック、フォード・マスタングFoxbody、スバル・BRZ）のいずれかに乗り換えることになる。
トラビス
演:レオ・グレゴリー/日本語吹き替え声優:藤原啓治
ベンチュラ・ベイの走り屋グループのリーダー格で、ガレージのオーナー。「アウトロー」のキーパーソンであるが、最初は匿名で「アウトロー」のミッションをメールで送る。素性は隠しているようで、搭乗車種は日産・スカイラインGT-R KPGC10、アウトロー用は日産・フェアレディ 240ZGと使い分けている。
エイミー
演:フェイ・マーセイ/日本語吹き替え声優:岡村明美
ガレージのメカニック。RWB、ひいてはカリスマの中井啓に憧れる「ビルド」のキーパーソンで、走りの実力も高い。搭乗車種は日産・180SX。
スパイク
演:アダム・ロング/日本語吹き替え声優:勝杏里
走り屋グループの一人。トラビスに「スピード小僧」と称されるほどに速く走ることを目指している「スピード」のキーパーソン。搭乗車種はBMW・M2。
マヌ(エマニュエル)
演:ハワード・チャールズ/日本語吹き替え声優:松田健一郎
ベンチュラ・ベイの走り屋の一人。恵まれた体格と独特な髪型をもつ「スタイル」のキーパーソン。サウスポートの廃墟を拠点とし、後に警察にも目を付けられるようになる。搭乗車種は1996年マツダ・MX-5。
ロビン
演:クリスティーナ・ウルフ/日本語吹き替え声優:佐古真弓
走り屋グループの一人。「クルー」のキーパーソン。エルレイの埠頭付近を拠点としており、様々な走り屋の知り合いがいる模様。搭乗車種はBMW・M3 E46。

### カリスマ
いずれも実在の人物であり、各プレイスタイルの重要人物として出演する。
マグナス・ウォーカー
「スピード」のカリスマ。「アーバン・アウトロー」として知られるポルシェ911オーナー。ストーリー途中からプレイヤーの実力に目をつけ、様々な挑戦を送りつけてくる。搭乗車種は1973年ポルシェ・911「277」仕様。
ケン・ブロック
「スタイル」のカリスマ。世界的に著名なプロドライバー。プレイヤーとマヌの投稿するドリフトを見て、自らベンチュラ・ベイに赴く。搭乗車種は1965年フォード・マスタング「Hoonicorn RTR」仕様。
中井啓（なかい あきら）
「ビルド」のカリスマ。ポルシェ専門のチューニングショップRauh-Welt Begriff代表。詩的なところのある性格で、車に深い愛着を持つ。搭乗車種は1973年ポルシェ・911「RWB Stella Artois」仕様。
諸星伸一（もろほし しんいち）
「アウトロー」のカリスマ。世界的に有名な日本のランボルギーニオーナー。性質上あまり表に出ることはないが、アウトローとして暴れまわるプレイヤーに注目する様になる。搭乗車種は1995年ランボルギーニ・ディアブロ「1999年GTR」仕様。
リスキーデビル
「クルー」のカリスマ。基本的に赤い車で揃えるアメリカの走り屋チーム。集団でのドリフトを好むが、時にレースで走ることもある。メンバーはフィッシュ（搭乗車種:スバル・BRZ白）、AJ（日本語吹き替え声優:安斉一博/搭乗車種:スバル・BRZ赤）、クック（搭乗車種:日産・180SX）、スティーヴィー/スティーボ（搭乗車種:BMW・M3 E30）、ティム/T2（搭乗車種:トヨタ・スープラ）。

### その他
走り屋たちと共にイベントに参加することがある実名の人物達で、街を転がしていることはほぼ無い。
フレドリック・アースボ
ノルウェー出身のフォーミュラ・ドリフトのプロドライバー。搭乗車種はボルボ・242。
バン・ギットンJr.
アメリカ出身のフォーミュラ・ドリフトのプロドライバー。搭乗車種はロータス・エキシージS。
ビシ・エゼリオハ
アメリカのホンダ専門のチューニングショップ「ビシモトエンジニアリング」代表兼ドライバー。「アウトロー」のムービーなどに登場する。搭乗車種は1973年ポルシェ・911。
ラリー・チェン
モータースポーツ関連で活動する写真家。エンディングの集合写真の撮影を担当した。ゲーム内のスクリーンショットも彼が担当している。搭乗車種は日産・フェアレディ 240ZG。
ブリン・ムッセルホワイト
「スピードハンターズ」の著作家。ムービー内では登場せず、イベントのライバルとして登場。搭乗車種は1993年日産・スカイラインGT-R。

### アップデートでの追加人物
エディー
ニード・フォー・スピード アンダーグラウンドからの人物。搭乗車種は1999年日産・スカイラインGT-R「エディー」仕様。腕利きの走り屋を集めた「エディーズ チャレンジ」を開催し、最後のイベントで彼に勝てばマシンを手に入れることができる。
トラビスとは古くからのライバル関係にあったらしい。
メリッサ
ニード・フォー・スピード アンダーグラウンドからの人物。エディーのパートナーで「エディーズ チャレンジ」の進行役を務める。彼女自身も走り屋であるが、本人が走ることはない。

## 日本語吹替え声優
- 堀越省之助
- 岩村琴美
- 岩田翼
- 名村幸太朗
- 岡井克升
- 斉藤瑞樹
- 志賀麻登佳
- 品田美穂
- 竹田正則
- 渡邉甚平

## 登場車両
今作の日本車のほとんどは240SXのような北米仕様ではなく日本純正仕様の上、右ハンドルの車が多いことが特徴。またアザーカーが登場する作品としてアキュラ/ホンダが収録されるのは北米版UG2以来である。
改造の度合いが大きくなると、どのような車も所謂スーパーカーに匹敵する速さになるのも特徴的で、プレイヤーはかなり自由に車を選べるが、個々の性能差そのものはかなり強く、車種や改造によって有利不利が大きく出ることもある。車の管理はすべてガレージで行える。一般車とパトカーはNPC専用車である。
- Acura RSX-S (2004年)
- Beck Kustoms F132  / アップデート「HOT RODS」にて追加。
- BMW M2 (2016年)
- BMW M3 Evolution II E30 (1988年)
- BMW M3 E46 (2006年)
- BMW M3 E92 (2010年)
- BMW M4 (2014年)
- Chevrolet Camaro Z28 (2014年)
- Chevrolet Corvette Z06 (2013年)
- Dodge Challenger SRT8 (2014年)
- Dodge Viper SRT (2014年)
- Ferrari 458 Italia (2009年)
- Ferrari F40 (1987年)
- 1932 Ford（英語版） / アップデート「HOT RODS」にて追加。
- Ford Focus RS (2016年)
- Ford Mustang (1965年)
- Ford Mustang BOSS 302 (1969年)
- Ford Mustang FoxBody (1990年)
- Ford Mustang GT (2015年)
- Honda Civic Type-R (2000年)
- Honda NSX Type-R (1992年)
- Honda S2000 (2009年)
- Lamborghini Aventador LP 700-4 (2014年)
- Lamborghini Diablo SV (1995年)
- Lamborghini Huracán LP 610-4 (2015年)
- Lamborghini Murciélago LP640-4 SV (2010年)
- Lotus Exige S (2006年)
- Mazda MX-5 (1996年)
- Mazda MX-5 (2015年)
- Mazda RX-7 Spirit R (2002年)
- McLaren 570S (2015年)
- Mercedes-AMG GT (2015年)
- Mitsubishi Lancer Evolution IX MR (2006年)
- Nissan 180SX Type X (1996年)

(※ボディキットの装着でシルエイティにすることが可能)
- Nissan Fairlady 240ZG (1971年)
- Nissan GT-R Premium (2015年)
- Nissan GT-R Premium (2017年) / アップデートにて追加
- Nissan Silvia Spec-R (2002年)
- Nissan Skyline GT-R KPGC10 (1971年)
- Nissan Skyline GT-R V-Spec (1993年)/R32

(※ボディキットの装着でR34顔(通称:R324)にすることが可能)
- Nissan Skyline GT-R V-Spec (1999年)/R34
- Porsche 911 Carrera RSR 2.8 (1973年)
- Porsche 911 Carrera S(991) (2014年)
- Porsche 911 Carrera S(993) (1996年)
- Porsche 911 GT3 RS(991) (2015年)
- Porsche Cayman GT4 (2015年)
- Scion FR-S (2014年)
- Subaru BRZ (2014年)
- Subaru IMPREZA WRX STI (2010年)
- Toyota GT86 (2014年)
- Toyota Sprinter GT APEX (1986年)/AE86

(※ボディキットの装着でCorolla GT APEXにすることが可能)
- Toyota Supra SZ-R (1997年)
- Volkswagen Golf GTI (1976年)
- Volvo 242 (1975年)

### 一般車

#### アザーカー
コース上を走行している、プレイヤー以外の車両。NPC専用。
- BMW 1 Series Coupé (2007年)
- Ford F-150 (2013年)
- Chevrolet Express (2006年)
- GMC Topkick (2009年)
- Dodge Caliber (2007年)
- Ford Explorer (2011年)
- Infiniti G35 (2005年)

#### パトカー
ベンチュラ・ベイの警察車両。NPC専用。
- Ford Crown Victoria Police Interceptor (2008年)
- Chevrolet Express Police Van (2006年)
- Dodge Charger SRT8 (2012年)

## EA TRAX
1. Aero Chord - Break Them feat. Anna Yvette
2. Aero Chord - Surface
3. Alison Wonderland（英語版） - U Don't Know (feat. Wayne Coyne（英語版）)
4. AVICII - Pure Grinding
5. Battle Tapes - Valkyrie
6. Botnek - Here It Comes (N4S Mix)
7. Botnek & 3LAU -Vikings
8. Clement Maflo & The Flontline - Get Rowdy
9. Congorock & Dandy's Groove - Black Sun
10. CP feat. Danny Cainco - Don't Stop
11. Dimention - Move Faster
12. Dirty South - The Unknown feat. FMLYBND
13. Django Django - Shake And Tremble
14. Dommtree -Gray Duck
15. Drenge - We Can Do What We Want
16. Fehrplay - Pyara (Live Edit)
17. Flosstradamus - Don't Trip feat. Run The Jewels & Sizzy Rocket
18. Genetikk - Wünsch Dir Was
19. Going Quantum - Raw
20. GoMad! & Monster feat. Matt Rose - Under Control
21. Gotsome - Vibe Out feat. Wiley
22. HEALTH - NEW COKE
23. Hook N Sling - Break Yourself feat. Far East Movement
24. Hudson Mohawke - Brand New World
25. iSHi feat. Pusha T - Push It
26. Joywave - Destruction (KOPPS Remix)
27. June Miller - Stormtrooper feat. Virus Syndrome
28. Junior Prom - Stand!
29. Kill The Noise - Lose Ya Love
30. Krakota - Ice Hands
31. Lokate - Flow (feat. Doctor & Bay C)
32. Louis Berry - 25 Reasons
33. Lynx - Clap Track
34. Lynx - Into The Light
35. Major Lazer - Night Riders feat. Travis Scott, 2 Chainz, Pusha T & Mad Cobra
36. Michael Woods feat. Sam Obernik - Get Around (Roni Size Remix)
37. Modestep - Machines
38. Muzzy - Isignia
39. Netsky - Rio
40. No Wyld - Odyssey
41. Phace - Imbalanced
42. Raury - Devil's Whisper
43. Refused - Elektra
44. Reso - Callisto
45. Reso - Move It
46. RiFF RAFF - Kokayne (Video Games Clean Version)
47. Rogue - Rattlesnake
48. Royalston - Blight Mamba
49. Run The Jewels - Blockbuster Night Pt.1
50. Silversun Pickups - Connection
51. Slaves - Hey
52. Speaker Of The House - Modern Slang
53. Swim Deep - Fueiho Boogie
54. The Bots - Won
55. The Chemical Brothers - Go
56. The Glitch Mob - Better Hide, Better Run (feat. Mark Johns)
57. The One And Only PPL MVR - Let's Take This Outside
58. The Prodigy - Nasty (Spor Remix)
59. The Strypes - Get Into It
60. Trentemøller - Silver Surfer, Ghost Rider Go!!!
61. Tropkillaz - Make The Crowd (NFS VIP Remix)
62. Vaults - Lifespan (Spor Remix)
63. Wolfgang Gartner - Turn Up Feat. Wiley & Trina
64. Zeds Dead - Blink feat. Perry Farrell（英語版）

### アップデート追加曲
1. オーバードライビンDX/Rom Di Prisco - Aquila 303
2. オーバードライビンDX/Saki Kaskas - Overheated
3. オーバードライビンDX/Saki Kaskas - Scud
4. オーバードライビンDX/Saki Kaskas - Toxic Exhaust
5. オーバードライビンII/Rom Di Prisco - Menu
6. オーバードライビンII/Rom Di Prisco - Romulus 3
7. オーバードライビンIII - Sirius 909
8. オーバードライビンIV/Saki Kaskas - Callista
9. オーバードライビンIV/Rom Di Prisco - Quantum Singularity
10. ニード・フォー・スピード アンダーグラウンド - The Good, The Bad, The Eddie
11. ニード・フォー・スピード アンダーグラウンド2/Tom Salta - Intro Song（Scuzz Missile）
12. ニード・フォー・スピード アンダーグラウンド2 - The Baddest
13. ニード・フォー・スピード モスト・ウォンテッド/Rock - I Am Rock
14. ニード・フォー・スピード カーボン/Ekstrak - Belt
15. ニード・フォー・スピード カーボン/Ekstrak - Hard Drivers
16. ニード・フォー・スピード カーボン/Ekstrak - Induction Kit
17. ニード・フォー・スピード プロストリート/Junkie XL - Decalomania
18. ニード・フォー・スピード プロストリート/Junkie XL - Dampener Rod
19. ニード・フォー・スピード プロストリート/Junkie XL - Bezel

### ムービー挿入歌
1. Bob Bradley, Erik Reiff - 恋のラジオ(Koi no Radio)

## アップデート
- Ver1.03「カリスマたち」

実施日は2015年11月26日。
主にシステム面のバージョンアップ。「スタイル」、「アウトロー」のシナリオクリア後のマシンにケン・ブロックのマスタングと諸星伸一のディアブロが追加される。
REPレベルの上限が50から60に上昇。
- Ver1.04「LEGENDS」

実施日は2015年12月9日。
REPレベルが25になると「エディーズ チャレンジ」が開催され、全てクリアするとエディーのR34が追加される。
「アンダーグラウンド」から「プロストリート」に登場したライバルのアレンジ版プリセットラップとデカールが追加され、一部の車の新ビジュアルパーツが追加、ブレーキディスクとキャリパーが交換可能になる。
歴代NFSのBGMが追加、コレクションに「Urbexスポット」が追加される。
REPレベルの上限が60から70に上昇。
- Ver1.05「SHOWCASE」

実施日は2016年2月3日。
スクリーンショット・プロモードの追加。自分が作成したラップを世界中のプレイヤーに共有することが可能になる。
一部の車の新ビジュアルパーツが追加、ナンバープレートの地名とフレームを変更することが可能になる。
マップ上にあるガソリンスタンドで無料でマシンの修理が可能になる。
- Ver1.06「HOT RODS」

実施日は2016年3月3日。
マシンに「1932 Ford」と「Beck Kustoms F132」が追加される。
マニュアルのシフト操作の機能が追加、レースイベントにドラッグレースが追加される。
倉庫機能により、ガレージに5台分のスペースが追加。その他機能の追加、改善など。
- Ver1.07

実施日は2016年3月24日。
マシンに「Nissan GT-R Premium 2017」が追加される。このアップデートのみ公式サイトでは告知されなかった。
- Ver1.08「スピードリスト」

実施日は2016年4月27日。本作最後のアップデート。
他プレイヤーと指定された5つのイベントを連続でプレイする「スピードリスト」、5つのプレイスタイルの超上級難易度「Prestige」モードが追加。
「ドリフトコーナー」と「スピードラン」のアクティビティーが登場。
デイリーチャレンジでのデカール獲得方式を変更。その他細かい機能の追加、改善など。

## 評価
GIGAZINEは本作の自由度の高さについて評価しており、負けてもカスタマイズで改良して再挑戦したり、より高い難易度のレースに挑めるため、やめどきをみきわめられないほどモチベーションが上がるとした。また、本作にはプレイヤーに合った5つのプレイスタイルがあり、様々な要望に応えてくれるため、自動車好きだけでなく、自動車に興味がない人も楽しめるとGIGAZINEは評価した。